# 盾紋無臂鰨
盾紋無臂鰨為輻鰭魚綱鰈形目鰨亞目無臂鰨科的其中一種，分布於中太平洋東部加利福尼亞灣至厄瓜多海域及半鹹水域，棲息深度13-46公尺，體長可達28公分，棲息在沿岸底層水域、河口區，以小型多毛類及甲殼類為食，生活習性不明，可做為食用魚。

## 扩展阅读
維基物種上的相關：盾紋無臂鰨